# Maranatha Gospel Choir

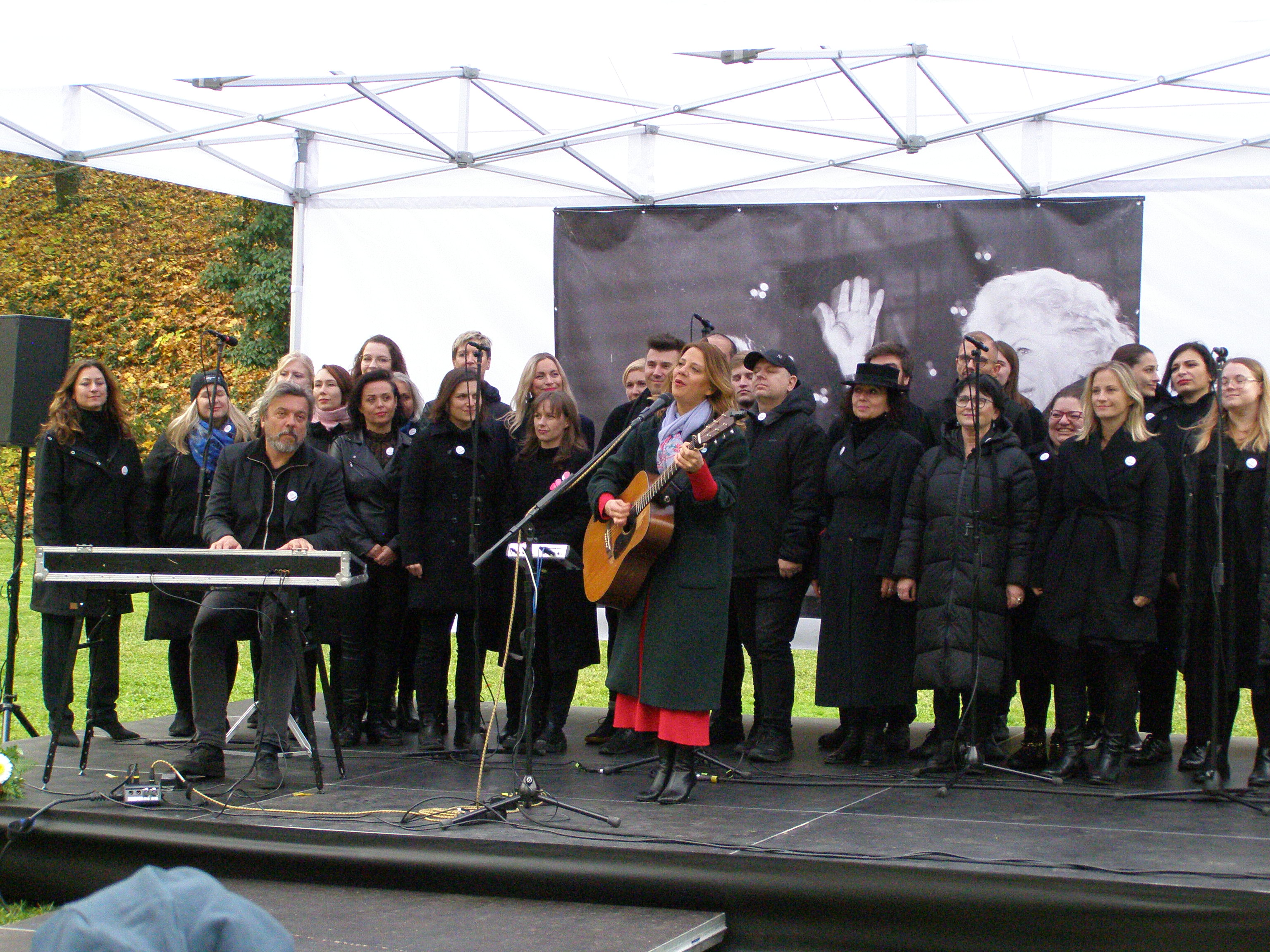
Maranatha Gospel Choir v Jelením příkopě Pražského hradu (V popředí Aneta Langerová)

Maranatha Gospel Choir je pěvecké uskupení lidí zpívajících gospelové písně. Soubor patří mezi největší gospelové sbory v Čechách  a ačkoliv působí na amatérské bázi, je již některými označován za jakouci "českou továrnu na gospel".

## Historie souboru
Soubor vznikl v roce 2005, od kdy také aktivně vystupuje po celé České republice i v zahraničí.  Pravidelně spolupracuje se zajímavými muzikanty z české i zahraniční gospelové (např. současní skladatelé gospelu Claes Wegener nebo Hans Christian Jochimsen), soulové či jazzové scény, ale nevyhýbá se ani účinkování s některými představiteli pop-music. Inspirací jsou mu jak tradiční americké gospelové sbory, tak i evropské trendy a čelní moderní představitelé gospelové hudby (např. Israel Houghton, Fred Hammond, Brian Fentress)
V minulosti vystoupil jako host známé funky kapely Top Dream Company v pražském Lucerna Music Baru, kde zazněly gospelové songy v bohaté hudební úpravě se žesťovými nástroji, a další rok ještě v akustické úpravě v prostorách nového klubu La Fabrika. Vyzkoušel také spolupráci s českou populární zpěvačkou vzešlou z televizní pěvecké soutěže Kamilou Nývltovou. V roce 2011 vystoupil spolu s gospelovými sbory z různých koutů Spojených států a dalšími uskupeními z Česka i Ruska v Obecním domě v rámci hudebního festival Prague Proms.
V roce 2009 a 2012 vydal soubor DVD s živým záznamem koncertu. V roce 2019 představil nové album, které živě nahrál v RockOpeře Praha společně s gospelovým muzikantem Brianem Fentressem.
V letních měsících organizuje soubor týdenní pravidelný Gospel Camp, do ní může zapojit kdokoli z široké veřejnosti, ať už má či nemá zkušenosti s gospelovou hudbou, nebo se zpěvem obecně. Jeho hlavní náplní je intenzivní nacvičování gospelových písní pod vedením zkušeného zahraničního lektora, zpěváka a dirigenta, které je po návratu do Prahy završeno velkým koncertem.
Sborovou základnou je Společenské centrum Londýnská 30 na Vinohradech, které vzniklo za účelem využít nově zrekonstruovaný objekt pro obecně prospěšné účely. O dirigování sboru se společnými silami starají čtyři sbormistryně, na zkoušky pravidelně dochází kolem padesáti zpěváků ve věkovém rozpětí 18-67 let